# Hřebečov
Hřebečov (623 m n. m.) je vrch v okrese Svitavy v Pardubickém kraji. Leží asi 0,5 km severoseverovýchodně od vsi Hřebeč na pomezí katastrálních území vsi Boršov a obce Koclířov.
Blízko vrcholu stojí telekomunikační vysílač (mj. digitální televizní vysílání).

## Geomorfologické zařazení
Geomorfologicky vrch náleží do celku Svitavská pahorkatina, podcelku Českotřebovská vrchovina, okrsku Hřebečovský hřbet a podokrsku Koclířovský hřbet.